# Amans de Rodez
Amans de Rodez est un évêque français du diocèse de Rodez.

## Biographie
Amans de Rodez est né au IVe siècle, à une date inconnue.
Premier évêque de Rodez selon la tradition, il aurait érigé le diocèse de Rodez au Ve siècle. Il serait mort en l'an 440.
La translation de son corps est effectuée par l'un de ses successeurs, l’évêque Quintien, au début du VIe siècle selon l'auteur anonyme de la Vie d'Amans (VIIe siècle) et selon l'évêque Grégoire de Tours (mort en 594).
Une église lui est consacrée dans la ville de Rodez, l'église Saint-Amans. L'Église catholique romaine le fête le 4 novembre et il est aussi célébré en tant que saint patron du diocèse de Rodez et Vabres.